# Будью
Будью (будщу, алжирский пиастр, алжирский риал, буджу, буджуреал) — денежная единица Алжира во время пребывания страны в составе Османской империи; делилась на 24 мазуна («mazuna»), 48 харубов («kharub»), 696 асперов («aspers»).
В начале XIX века в обращении были медные монеты номиналом 2 и 5 асперов, 1 билоновый харуб, 3 серебряные, 4, 6, 8 и 12 мазун, 1 и 2 буджу, и золотые¼, ½ и 1 султани.
С началом французского завоевания Алжира в 1830 году законным платёжным средством в Французском Алжире был объявлен французский франк, а затем — равный ему алжирский франк.